# ヴァルハイム
ヴァルハイム (ドイツ語: Walheim) はドイツ連邦共和国バーデン＝ヴュルテンベルク州ルートヴィヒスブルク郡に属す町村（以下、本項では便宜上「町」と記述する）で、重要なワイン作りの町である。この町はシュトゥットガルト地域（1992年まではミットレラー・ネッカー地域）およびシュトゥットガルト大都市圏周縁地域に含まれる。自治体ヴァルハイムにはヴァルハイム集落のみが属している。

## 地理

### 位置
ヴァルハイムの町域は、ネッカー川の西岸に広がっており、東はネッカー川の堤防に至る。高度は、海抜約 170 m から 278 m である。町の南端でネッカー川最大の支流であるエンツ川が左岸側からネッカー川に合流している。また、わずかに下流側の町域を通って西側から流れてきた小川バウムバッハ川がネッカー川に合流する。
堤防とその下の海抜 250 m 以下の平地、バウムバッハ川の両岸にヴァルハイム集落がある。その斜面の大部分がブドウ栽培に利用されている。近年、町の西端近くに移住者グループによりヴァネングラーベンヘーフェ住宅地が形成された。

### 自治体の構成
この町は、ヴァルハイム集落単独で構成されている。町域内には、かつてダムバッハ集落があった。

### 隣接する市町村
ヴァルハイムは、北はキルヒハイム・アム・ネッカー、東はゲムリヒハイム、南はベージヒハイム、南西はレヒガウ、西はベニヒハイムと境を接している。これらの市町村はいずれもルートヴィヒスブルク郡に属している。

### 気候
年間平均気温は 9.5 ℃、年間降水量は 700 mm である。穏やかな気候であるため、バウムバッハの南に位置する約 90 ヘクタールのヴァルハイムの森「ハルト」は針葉樹林ではなく、オークの比率が高い広葉樹の混交林となっている。

### 土地利用
| 土地用途別面積     | 面積 (km2) | 占有率 |
| ------------------ | ---------- | ------ |
| 住宅地および空き地 | 0.36       | 5.8 %  |
| 産業用地           | 0.25       | 4.1 %  |
| レジャー用地       | 0.02       | 0.4 %  |
| 交通用地           | 0.55       | 8.9 %  |
| 農業用地           | 3.60       | 58.7 % |
| 森林               | 0.96       | 15.7 % |
| 水域               | 0.15       | 2.4 %  |
| その他の用地       | 0.25       | 4.1 %  |
| 合計               | 6.14       |        |

州統計局の2018年12月31日現在のデータによる。

## 歴史

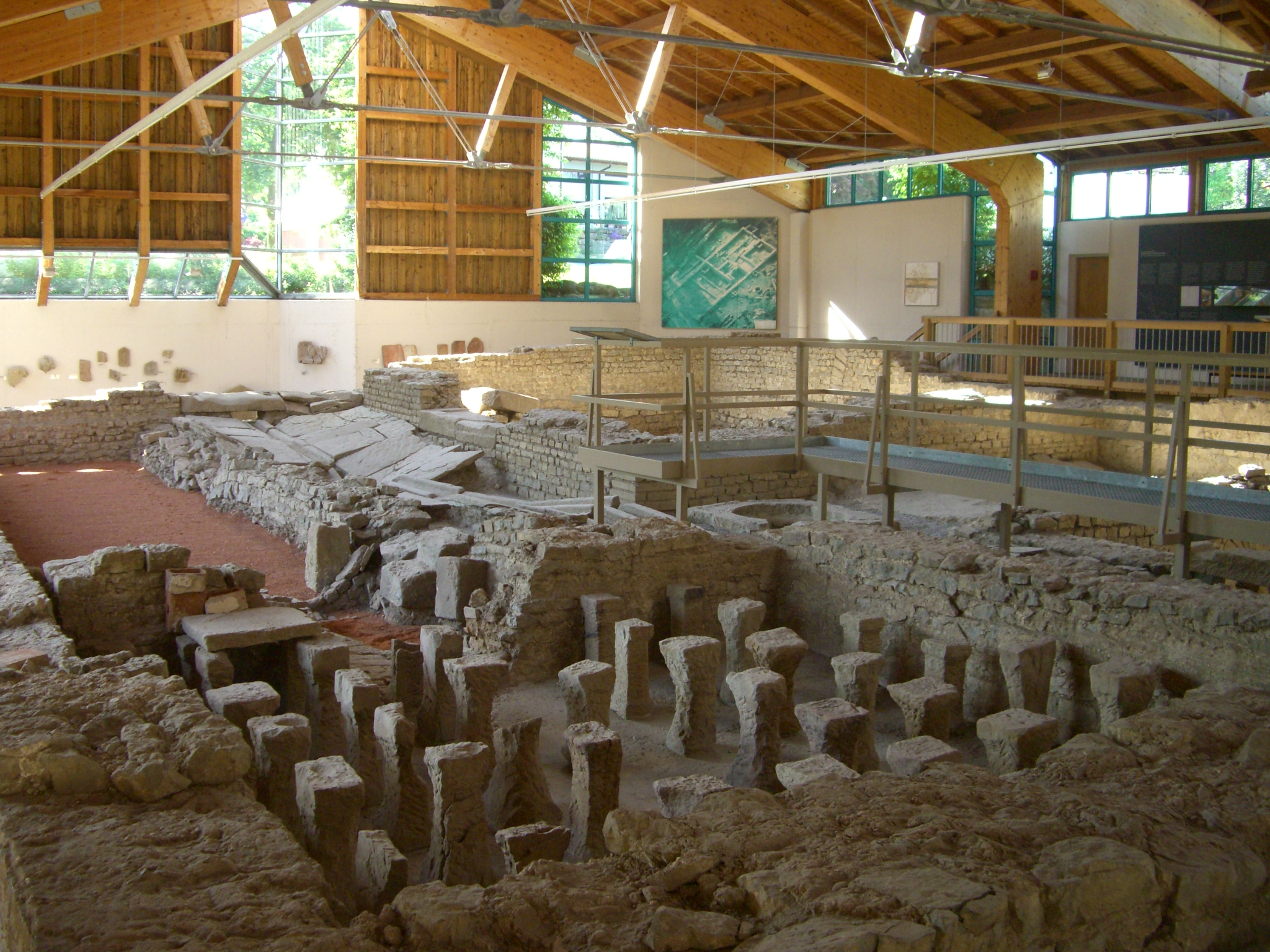
レーマーハウス・ヴァルハイム

紀元前4000年から紀元前2500年頃の新石器時代には既にヴァルトハイム周辺の地域で定住がなされていた。1980年に発見された女性の人骨は紀元前1500年頃と推定されており、青銅器時代のものである。紀元前450年頃からケルト人の防衛・居住施設が建設された。
ヴァルハイムにはローマ時代の遺跡が多く遺されている。町内には、85年頃から120年頃までに造られたローマ時代のカストラの遺跡が2か所、一般市民の集落跡が1か所見られる。現在のこの町の周辺地域は、当時重要な交易地であった。
233年からネッカー川中流域の谷にアレマン人が定住した。496年にこの地域はフランク人の居住地となった。
ヴァルハイムは1071年に初めて文献に記録されている。この頃ヴァルハイムの周辺には多くの修道院が所領を有していた。13世紀にヴァルハイムはバーデン辺境伯領となり、1463年にプファルツ家、1504年にはヴュルテンベルク公ウルリヒの所有となった。1520年からオーストリアがこれを有した。
イェルク・ラトゲプとマテルン・フォイエルバッハーに率いられたヴァルハイムの住民は、1525年春にドイツ農民戦争に参戦した。4年後にバーデン辺境伯がこの村を購入して自領としたが、1596年からヴュルテンベルクのアムト所在地となった。

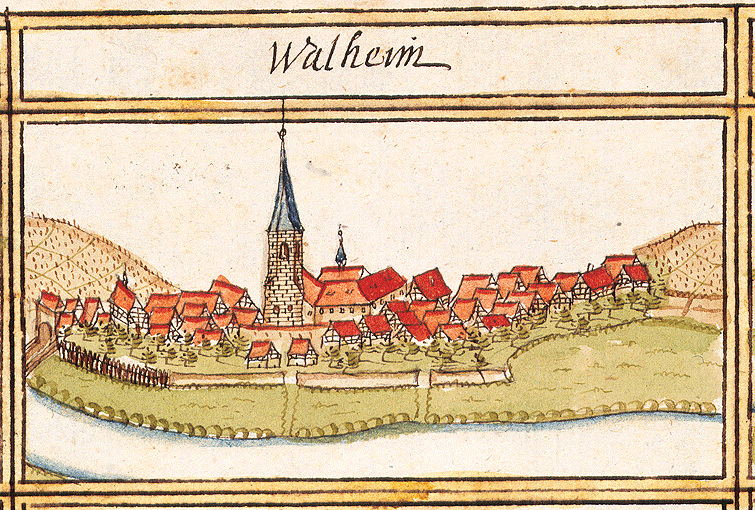
1648年頃にアンドレアス・キーザーが描いたヴァルハイム

住民と建物の多くが三十年戦争の犠牲となった。最大の被害は、1634年、ネルトリンゲンの戦い後にスウェーデン軍が村の大半を焼き払ったことであった。ヴァルハイムは、全人口の1/4にあたる172人が死亡した。17世紀から18世紀にもヴァルハイムは、様々な戦争の影響に苦しめられた。
19世紀のヴュルテンベルク王国の社会的状況は農奴解放が行われるなど悪くはなかったが、ヴァルハイムは疫病、凶作、洪水に見舞われた。1824年10月30日に壊滅的な洪水が起こった。多くのヴァルハイム住民が故郷を離れ、アメリカ合衆国やバルカン半島への移住に活路を求めた。19世紀末頃になってやっと、工業化によって生活状況が改善された。
ヴァルハイムはオーバーアムト・ベージヒハイムに属していた。1938年にこのオーバーアムトとともにルートヴィヒスブルク郡となった。第二次世界大戦後の復興の時代にこの町は裕福になった。1980年から1988年に考古学的調査が行われ、特にローマ時代のヴァルハイムの歴史に関する情報が得られた。レーマーハウス博物館もこの頃に開設された。
ヴァルハイムのクラブ「ディー・トュルマー」は、1996年に世界で最も高い 25.19 m の支えのないラテントゥルム（小さな木切れを積み上げた塔）を作ったことで、ギネスブックに掲載された。

## 住民

### 宗教
16世紀に宗教改革がなされて以後、ヴァルハイムは福音主義の町であった。カトリック信者や福音主義メソジスト教会の信者は、ベージヒハイムのそれぞれの教会に属している。
これら3つの教会は、いずれも旧市街に独自の教会堂を有している。さらに福音主義の集会所もある。

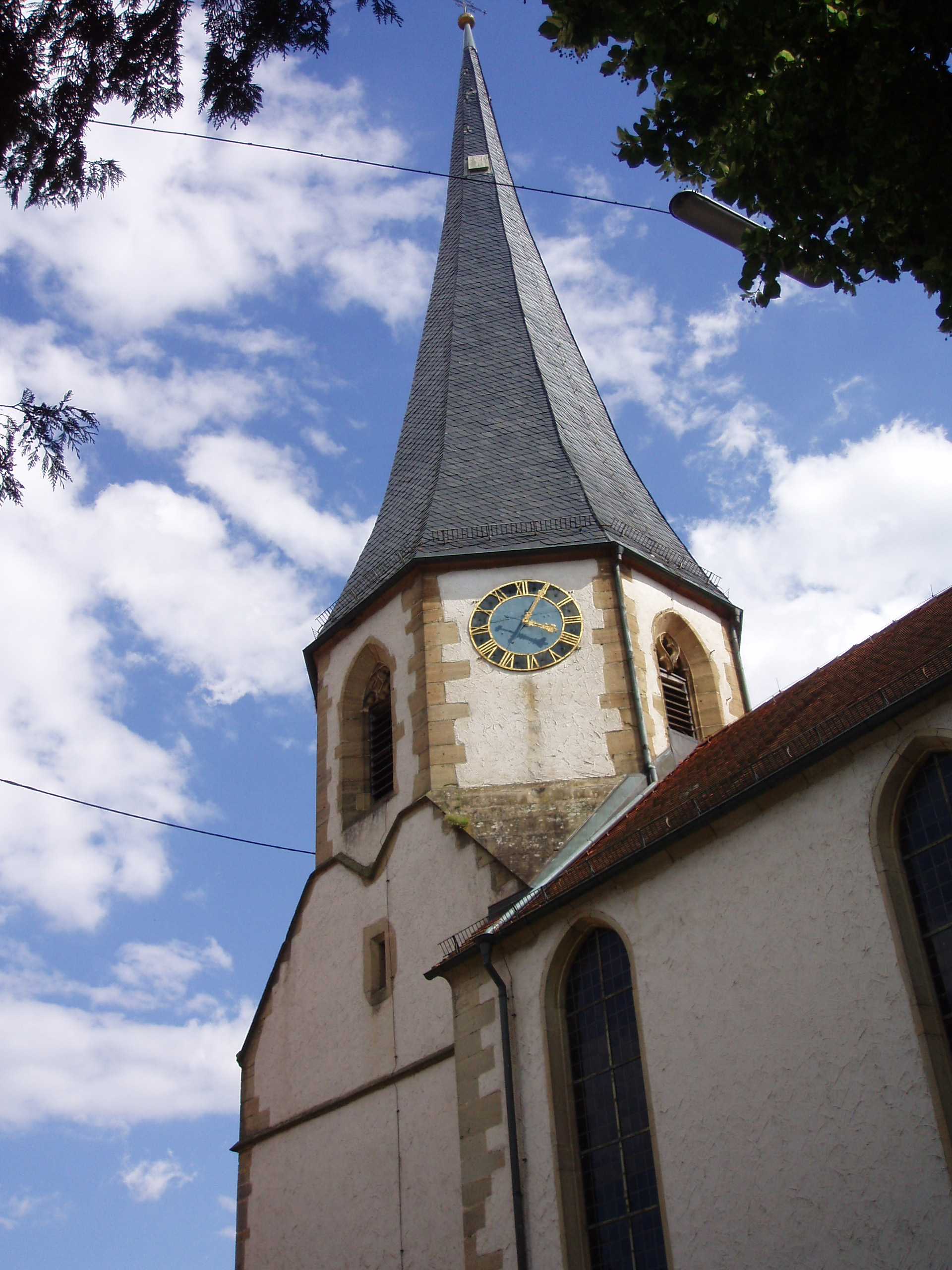
ヴァルハイムの福音主義教会
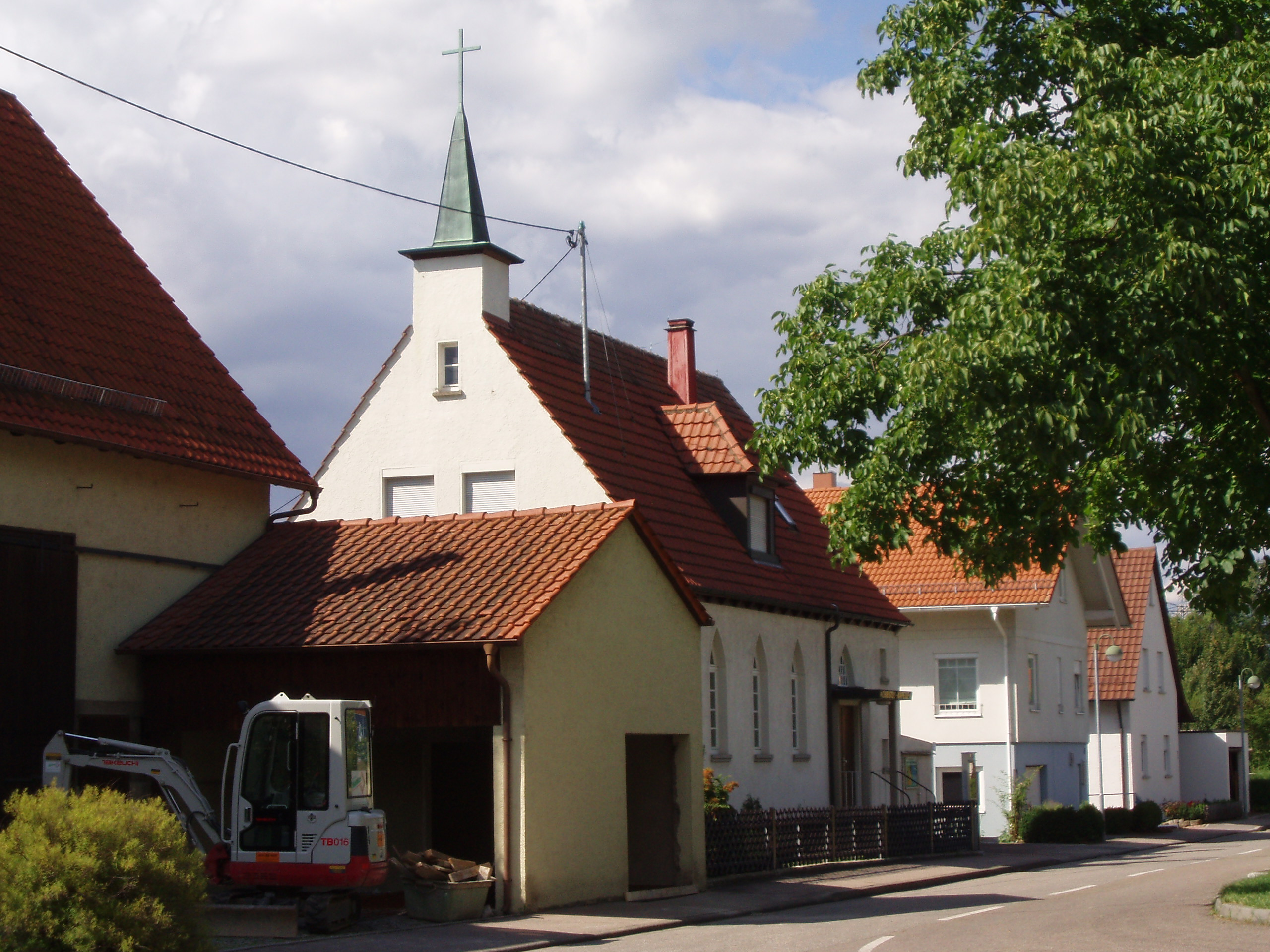
メソジスト教会

## 行政

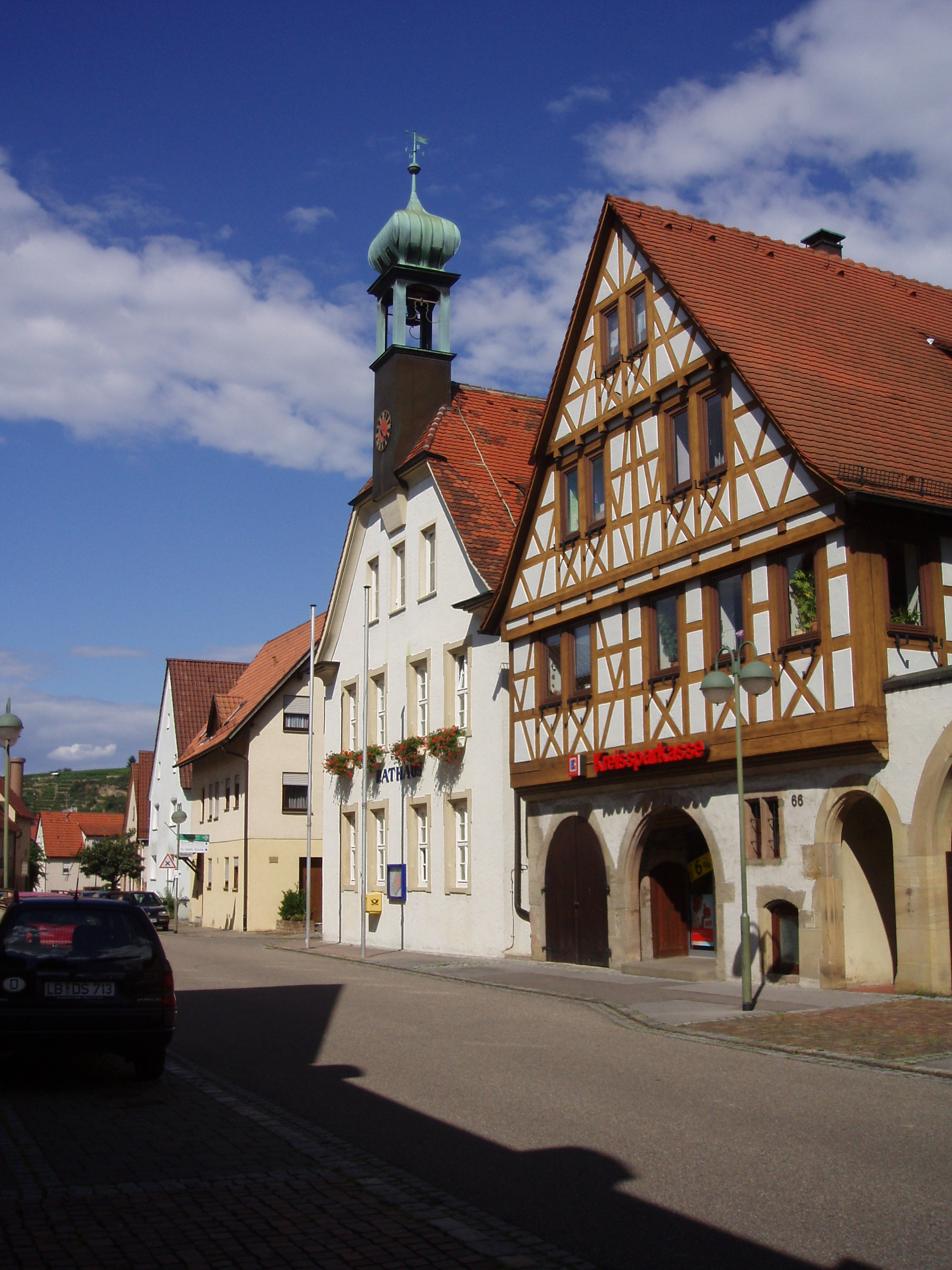
ヴァルハイムの町役場

### 首長
- 1994年 - 2005年: マルティン・ゲルラハ
- 2005年 - 2018年: アルブレヒト・ダウテル
- 2018年 - : タチアナ・シェールレ[3]

### 議会
ヴァルハイムの町議会は12議席である。議会にはこれらの選出された名誉職の町会議員と、議長を務める町長が参加する。町長は町議会で投票権を有している。

### 紋章と旗
ヴァルハイムの紋章は、金地に赤い斜め帯。帯のなかに金色の大文字で「W」が書かれている。町の旗は、黄 - 赤である。紋章と旗は1958年2月19日に認可された。

### 姉妹自治体
- アネッツ（フランス語版、英語版）（フランス、ロワール＝アトランティック県）1999年
- プイエ＝レ＝コトー（フランス語版、英語版）（フランス、ロワール＝アトランティック県）1999年
- ラ・ロシュ＝ブランシュ（フランス語版、英語版）（フランス、ロワール＝アトランティック県）1999年
- Saint-Herblondes（フランス、ロワール＝アトランティック県）1999年

これら4町村はかつて行政連合体「des Grées」を形成していた。
また、クロアチアの町 Barban と友好関係を結んでいる。

## 文化と見所

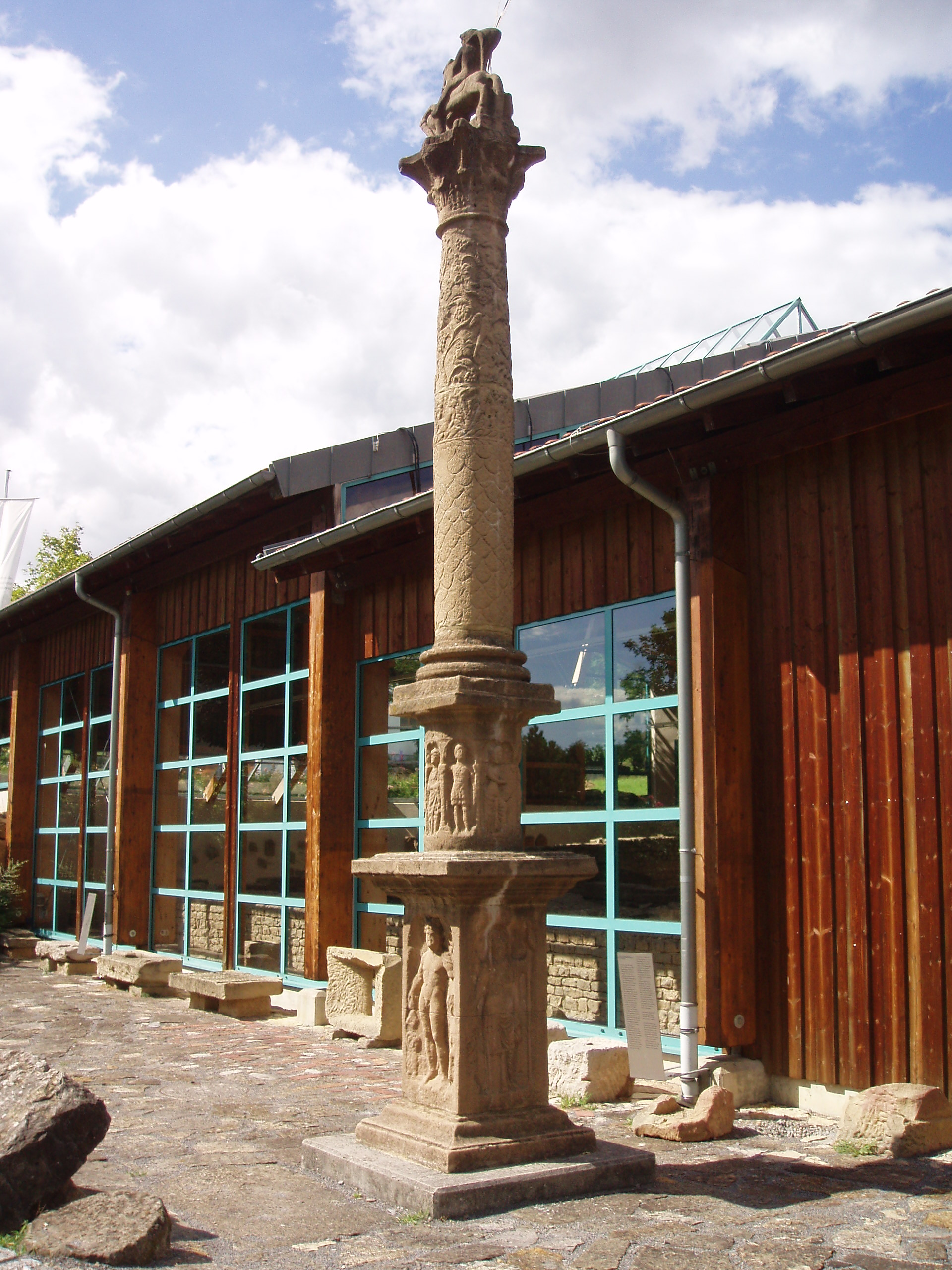
レーマーハウス博物館に設置された復元されたジュピター柱

### 見所
ヴァルハイムは、多くの見所が点在するヴュルテンベルク・ワイン街道沿いに位置している。町の中心部は保護文化財に指定されている。町は既存の建物を転用して利用しているが、一部には問題もある。旧学校は、最初は健康センターに改築されるはずであったが、駐車スペースの問題が明らかとなった。最終的に住居への改築が決定され、大規模な改修工事後2013年春に最初の賃借者が入居した。

### レーマーハウス博物館
1980年代の新規住宅地開発工事の過程で、2世紀の約30戸の建物からなる広さ4ヘクタールの民間のローマ人定住地が発見され、発掘調査が行われた。この定住地の中央には広さ約 550 m2 の特別に良好な保存状態の建物の遺構があり、商社であったと推測されている。ここには商人の事務室、倉庫室、厩舎、住居が含まれていた。町の重要な遺跡を保存するため、新規住宅地の計画は変更され、発掘場所を覆う保護用の建物が建設された。ここはレーマーハウス博物館として立ち入ることができる。この博物館は、バーデン＝ヴュルテンベルク州立考古学博物館の一部をなしている。

## 経済と社会資本

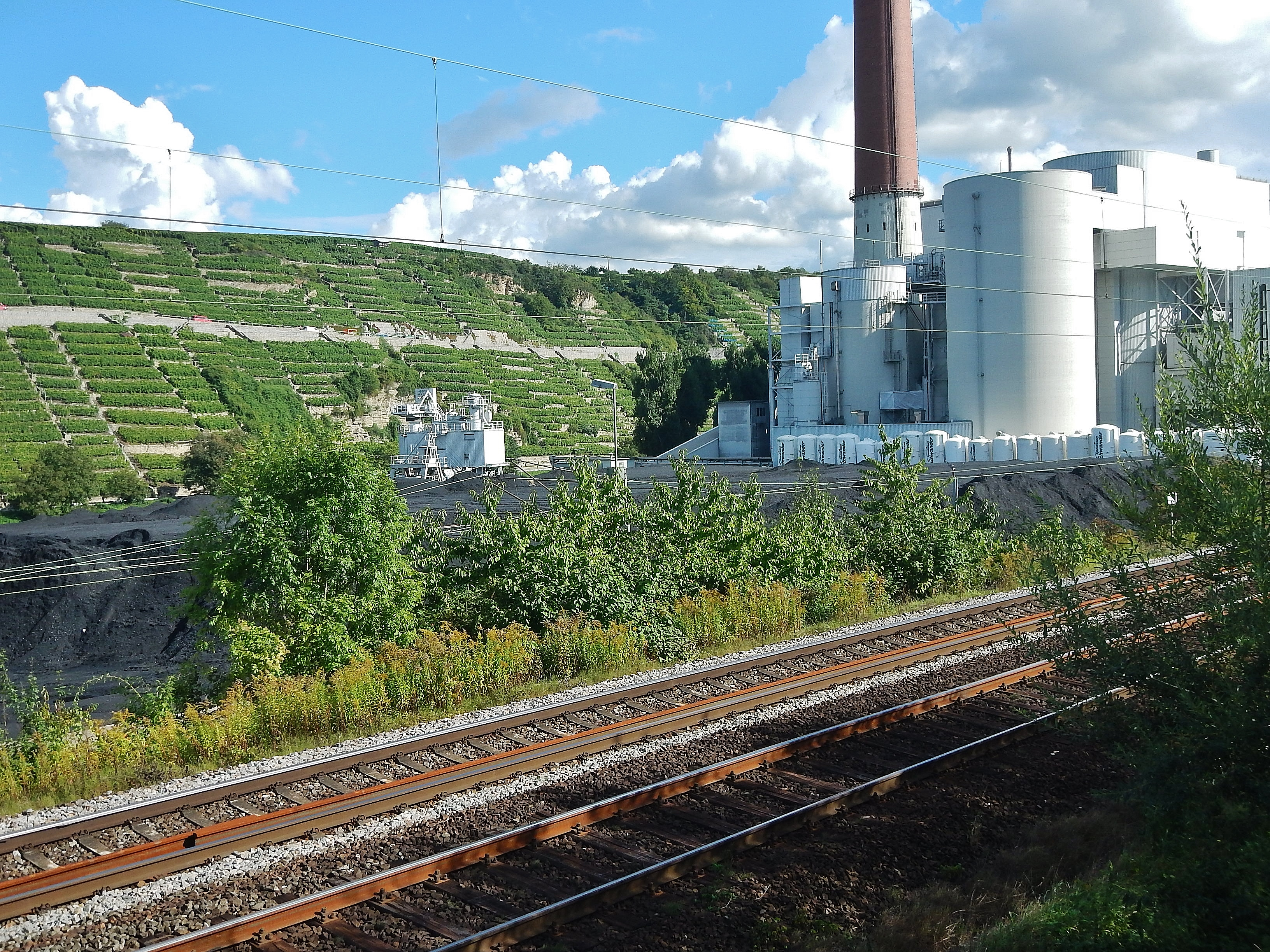
ヴァルハイム発電所、ブドウ山とフランケン鉄道

ヴァルハイムは、ヴュルテンベルク・ワイン地区のヴュルテンベルク・ウンターラント地域シャルクシュタイン大地区に属すワインの産地である。町の近くには、2016年7月5日まで稼働していたヴァルハイム発電所があり、それ以後冷却リザーバーを見ることができる。2018年3月末にこの発電所は、最終的に閉鎖される。

### 交通
ヴァルハイムには、フランケン鉄道シュトゥットガルト - ヴュルツブルク線の駅がある。ここでは30分間隔（週末は30分から60分間隔）で、シュトゥットガルト、ハイルブロン、ネッカーズルム、オスターブルケン行きのレギオナルバーンが発着する。早朝や夜間には、シュトゥットガルトとヴュルツブルクとを結ぶレギオナルエクスプレスの列車も何本かこの駅に停車する。ヴァルハイムは、VVSに加盟している。
連邦道 27号線は、バイパス道路でこの町を迂回している。最寄りのアウトバーンのインターチェンジは、A81号線のムンデルスハイム・インターチェンジである。

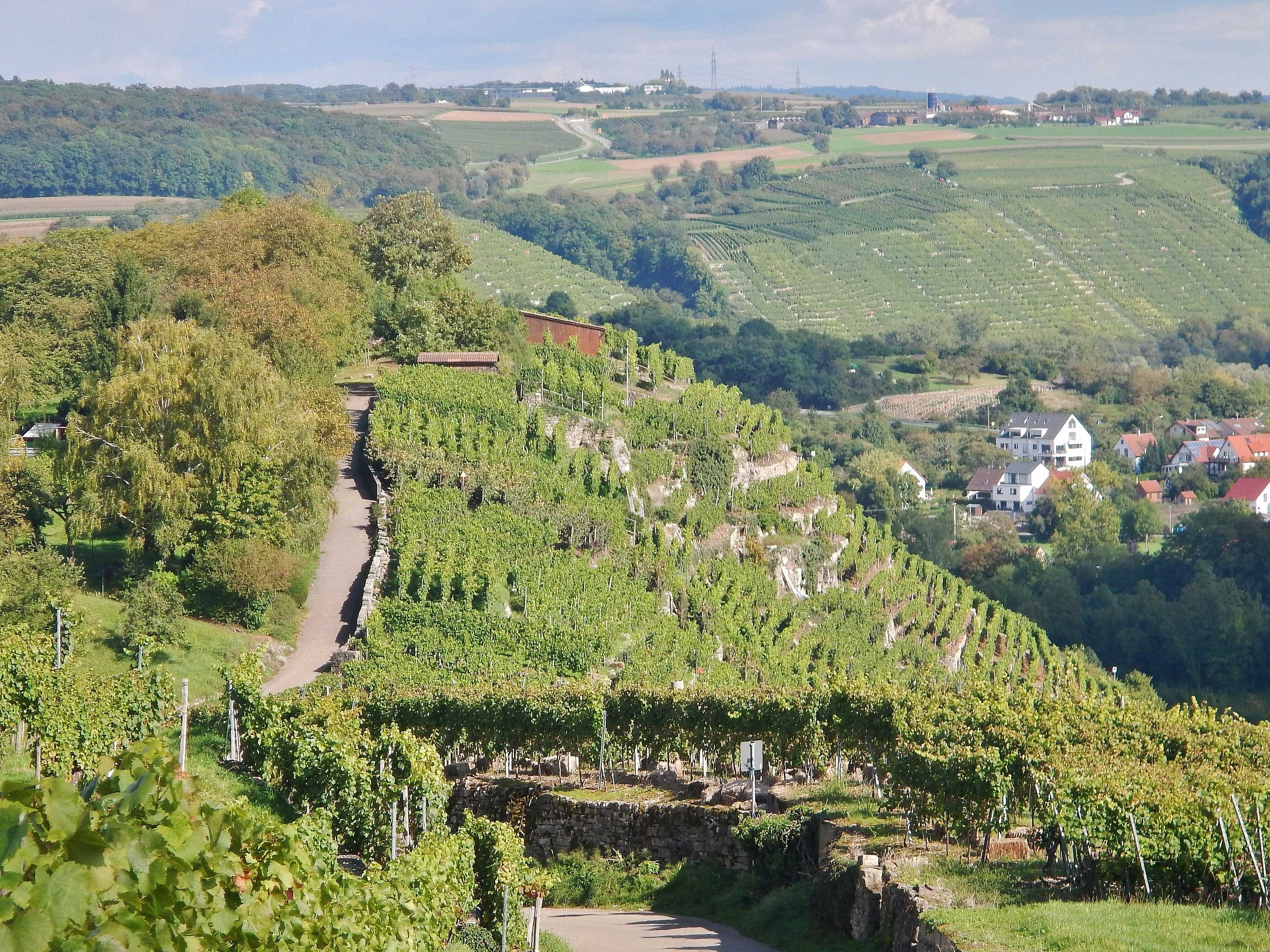
ヴァルハイム近郊のブドウ畑
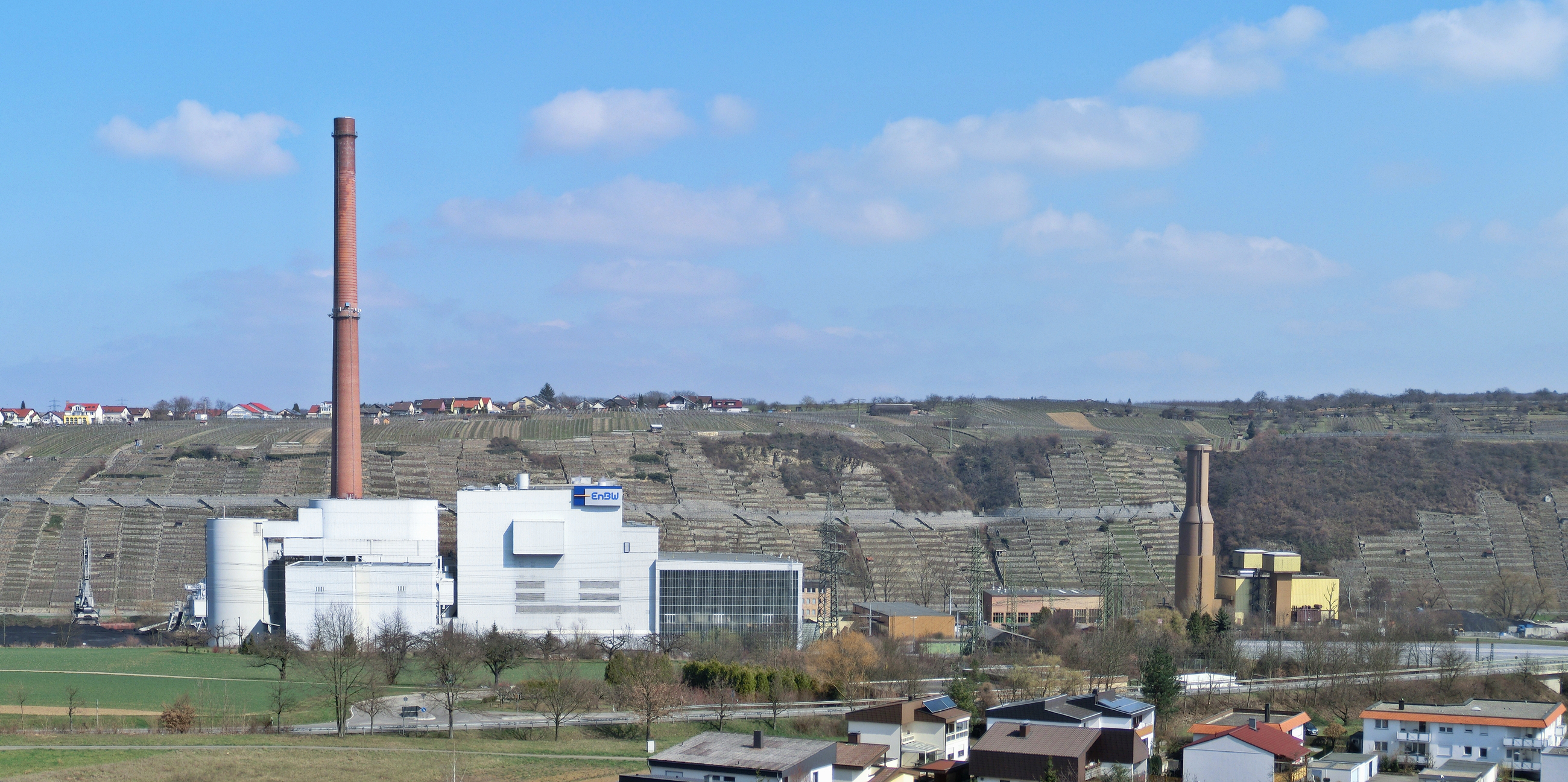
ヴァルハイム発電所
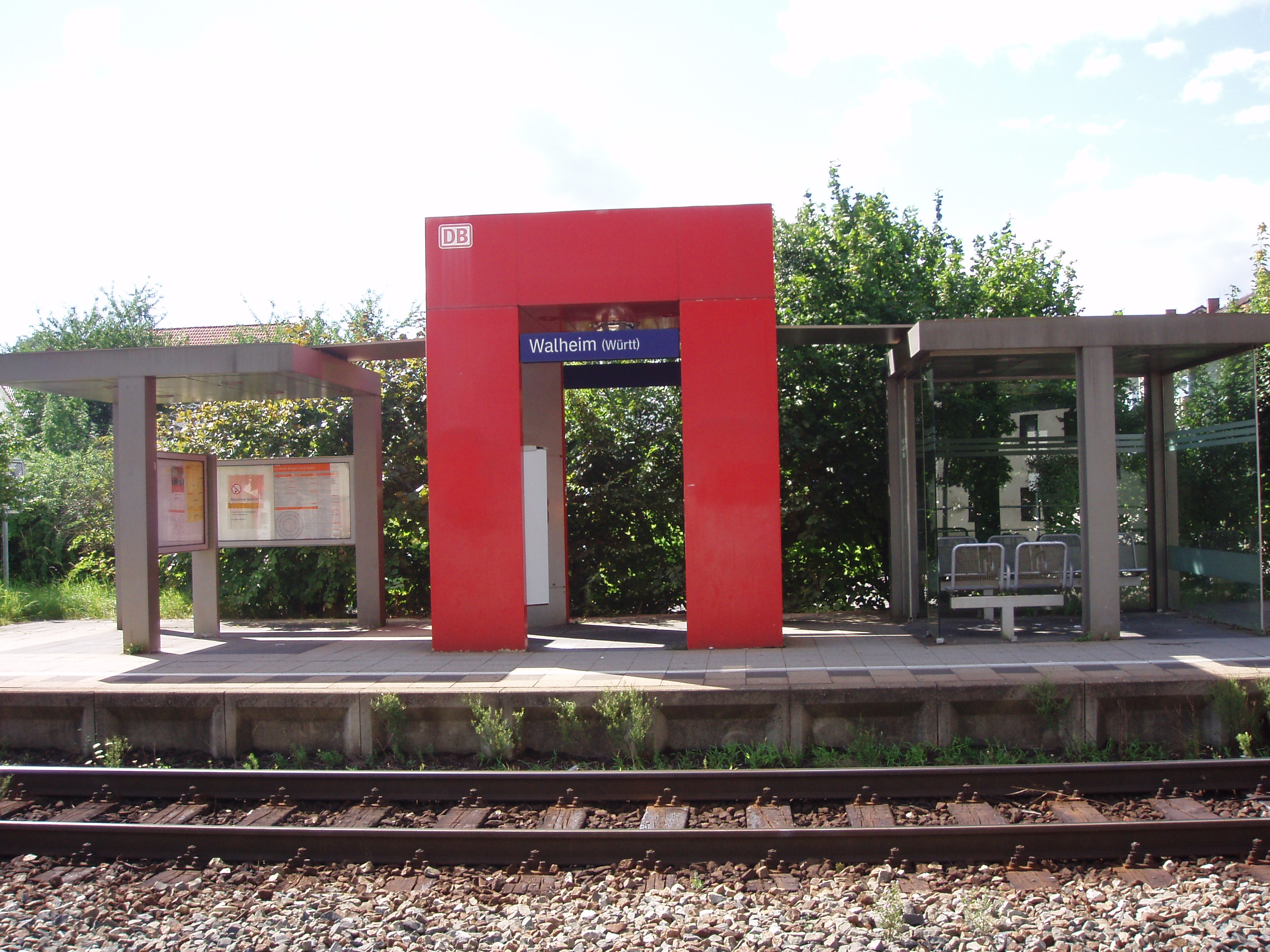
ヴァルハイム (ヴュルテンベルク) 駅

### 教育施設
ヴァルハイムには1971年から基礎課程学校が1校ある。上級の学校はベージヒハイムにある。ヴァルハイム基礎課程学校は基礎課程養護クラスを併設している。学校には様々な賞を受賞した学校庭園がある。自治体や営林署と共同で2003年から町の森の端に小さな学習樹木園が設けられた。毎年1年生は、入学直後に木を植える。児童数は約170人である。
ヴァルハイムには、異なる養護モデルを採用した2つの幼稚園がある。

### ライフライン
この町の電力・天然ガス網は、ネッツェ BW GmbH（EnBW エネルギー・バーデン＝ヴュルテンベルク AG のグループ会社）によって運営されている。ヴァルハイムは、上水道を専らボーデン湖水供給会社から引いている。塵芥処理は、ルートヴィヒスブルク郡の 100 % 子会社であるルートヴィヒスブルク郡塵芥処理会社 (AVL) が行っている。AVLは、ルートヴィヒスブルク郡の委託を受けてゴミの削減、再利用、廃棄といった処理を行っている。